# زیردریایی یو-۹۵۳
زیردریایی یو-۹۵۳ (به انگلیسی: German submarine U-953) یک زیردریایی بود که طول آن ۶۷٫۱ متر (۲۲۰ فوت ۲ اینچ) بود. این زیردریایی در سال ۱۹۴۲ ساخته شد.